# Eina
Eina er en kortfilm instrueret af den færøske filminstruktør Andrias Høgenni efter eget manuskript. Sproget i filmen er færøsk. Hovedpersonen Rannvá spilles af Beinta Clothier.

## Handling
Rannvá sidder alene og efterladt i sit hus på Færøerne, efter at kæresten har forladt hende, men pludselig får hun uventet besøg fra sin fortid.